# Great Ashby
Great Ashby est une paroisse civile du Hertfordshire, en Angleterre.